# District de Lishan
Le district de Lishan (立山区 ; pinyin : Lìshān Qū) est une subdivision administrative de la province du Liaoning en Chine. Il est placé sous la juridiction de la ville-préfecture d'Anshan.